# صوت رقمي

موجة صوتية بالرمادي ، ممثلة رقميا بالأحمر بعد معالجتها

الصوت الرقمي هو تسجيل الصوت باستخدام التضمين النبضي المرمز والإشارات الرقمية.وتشمل هذه الأنظمة عملية التبديل التناظري الرقمي وعملية التبديل الرقمي التناظري، والتخزين الرقمي ومكونات المعالجة والبث. والفائدة الأساسية للصوت الرقمي هي تخزين واسترجاع وبث الإشارات من دون أي تدني في مستوى جودة الصوت.

## نظرة عامة على الصوت الرقمي
برز الصوت الرقمي بسبب فوائده في التسجيل والمعالجة والإنتاج الكمي والتوزيع للمواد الصوتية. الأساليب الحديثة في توزيع الموسيقى عبر الإنترنت خلال المخازن المتاحة على الشبكة يعتمد أساسا على خوارزميات التسجيل الرقمي والضغط الرقمي. كذلك فإن توزيع المواد الصوتية كملفات بيانات رقمية وليس كأشياء مادية (شرائط، أقراص، ..إلخ) قد ساهم بشكل ملحوظ في تخفيض تكاليف التوزيع.
في نظم الصوت التناظرية التقليدية، تبدأ الأصوات في شكلها الموجي الطبيعي في الهواء، ثم تتحول إلى تمثيل كهربي لشكلها الموجي السابق باستخدام مبدل على سبيل المثال ميكروفون، ثم بعد ذلك تخزن أو تنقل. ولكي يعاد إنتاج الأصوات منها فإن تلك العملية تتم بشكل عكسي باستخدام التضخيم ، وتحويلها إلى شكلها كموجات صوتية باستخدام مكبر الصوت. وعلى الرغم من أن طبيعة الصوت التناظري قد تتغير، فإن خصائصها الموجية العامة تظل كما هي خلال عمليات التخزين والتحويل والتكرار والتضخيم.